# Matthias Seidl
Matthias Seidl, född 24 januari 2001, är en österrikisk fotbollsspelare som spelar för Rapid Wien och Österrikes herrlandslag i fotboll.